# Kovinska doba
Kovinska doba je čas v prazgodovinskem obdobju, ko človek odkrije uporabo bakra, brona in nazadnje železa. Človek v tem obdobju začne uporabljati kovinsko orodje. Deli se na tri obdobja:
- bakrena doba oz. eneolitik,
- bronasta in
- železna doba.

## Bakrena doba
Bakrena doba je vmesno obdobje med mlajšo kameno dobo (neolitik) in bronasto dobo. V Sloveniji to obdobje zajema čas med koncem 5. in 3. tisočletja pr. n. št. Eneolitik je prva izmed kovinskih dob, kar pomeni, da so ljudje v tem obdobju prvič odkrili neko kovino in jo predelali v orodje. Nam najbližji odkrit rudnik je Rudna glava v Srbiji, ki je prav tako datiran na konec 5. tisočletja pr. n. št.
Sočasno s pojavom bakra v Evropi sovpadajo tudi širše družbene spremembe. Ljudje tega obdobja se prično stalno naseljevati in prevzemajo poljedelski in živinorejski način življenja, ki je v evropski prostor prišel iz Bližnjega vzhoda, kjer je znan pod imenom »neolitska revolucija«
Neolitska kultura pozna tudi skeletne pokope, pri katerih je pogosto darovanje grobnih pridatkov, ki so za življenja pripadali pokojniku ali njegovi družini. Med najpogostejše pridatke spada keramična lončenina, bakren nakit, bakreno ali kremenasto orodje in orožje (bodala, bojne sekire, noži, itd). Neolitska grobišča so, za razliko od starejših neolitskih, locirana izven naselij.
Za časa eneolitika na našem ozemlju nastane najbolj poznana prazgodovinska kultura - kultura Ljubljanskega barja. Gre za znamenite naselbine na kolih, ki so stale na bregovih presihajočega jezera oz. barja. Raziskave so pokazale, da je bilo kolišč več kot 40, arheologi pa si še vedno niso enotni, zakaj so ljudje sploh gradili bivališča »na vodi«, največ privržencev pa ima teroija, da jih je k temu prisilila potreba po varnosti.

## Bronasta doba
Bronasta doba je v Evropi datirana med koncem 3. in 1. tisočletje pr. n. št. Na Slovenskem pa se bronasta doba prične šele v 22. stoletjem pr. n. št. Gre za obdobje intenzivnega pridelovanja brona, ki se je izkazal za trdnejšega in posledično uporabnejšega kot baker.
V srednji Evropi je bronasta doba obdobje veličastnih (grobnice Cranac in Gavrinis v Franciji, Newgrange, Longford in Carrowmore na Irskem, Oldendorfer Totenstatt v Nemčiji, itd.) ter megalistkih spomenikov.
Tekom bronaste dobe je v Evropi razširjenih več kulturnih krogov, ki se medsebojno razlikujejo po naselbinski kulturi in načinu pokopa. V starejši in srednji bronasti dobi se uveljavijo gomilni pokopi, v 14. stoletju pr. n. št. pa se srednjeevropska kultura poenoti v kulturo žarnih grobišč, znotraj katere prebivalci svoje pokojnike ne pokopavajo več skeletno, temveč jih pred pokopom sežgejo, njihove posmrtne ostanke pa skupaj z dodatki pokopljejo v grobnih žarah.

## Železna doba
Prestop iz bronaste v železno dobo se je zgodil na prelomu v zadnje tisočletje pr. n. št. V tem času na vzhodnem Sredozemlju zavladajo Feničani, ki povzročijo propad minojske in mikenske civilizacije, na območju današnje Grčije se ustvarijo polis, v Evropi nastane tudi prva pisava. Železo je prešlo v vsakodnevno uporabo zaradi svoje praktičnosti, saj je bila železova ruda pogostejša kot denimo kositer in baker, ki sta glavni komponenti brona. Železni predmeti se tako prvič pojavijo na Bližnjem vzhodu že na začetku drugega tisočletja pr. n. št.
Na prostoru današnje Slovenije zajema železna doba 1. tisočletje pr. n. št. Čas od 1000 pr. n. št. do 300 pr. n. št. imenujemo starejša železna doba, ta čas zaznamuje predvsem kultura Trako-Kimerijcev in Skitov, čas od 300 pr. n. št. do rimske zasedbe naših krajev proti koncu 1. stoletja pr. n. št. pa mlajša železna doba ali latenska doba, ki je predvsem v znamenju priseljenih Keltov. Iz železne dobe izvira tudi znamenita Vaška situla, ki je izdelana s tehniko torevtike.